# Донати, Виталиано
Виталиано Донати (итал. Vitaliano Donati; 1717, Падуя — 26 февраля 1762, Индийский океан) — итальянский археолог, ботаник, врач.

## Биография
Виталиано Донати родился в 1717 году в городе Падуе. По некоторым данным, в прославленной флорентийской семье. Изучал медицину и философию в Падуанском университете. В июне 1739 года получил степень доктора философии.
Имея склонность к естественной истории, археологии и рисованию, и под влиянием профессора А. Валлиснери, ученых-натуралистов Д. Полени и Д. Понтедера, он, еще будучи студентом, отправился в северную Италию для изучения её флоры, фауны и геологических особенностей. В компании историка и экономиста графа Джан Ринальдо Карли, изучал также древние памятники побережья Истрии, в частности, города Пула.
В 1741 году Д. Полени взял его в качестве ассистента преподавателя экспериментальной физики в университете Падуи. Позже в 1743 г. вместе с ним, переехал в Рим. Папа Бенедикт XIV, решивший создать Римскую археологическую академию и музей естественной истории Ла Сапиенца, по рекомендации друзей, поручил осуществление ряда мероприятий В. Донати. Он был отправлен в Королевство Неаполя и Сицилии для сбора образцов естественной истории. В. Донати отправился в путь, но чума, бушевавшая в мае 1743 г. в районе Мессины, заставила его отказаться от первоначального проекта и выбрать для этого восточное побережье Адриатического моря.
В. Донати занимался систематическим изучением физической географии, флоры и фауны Далмации, посетил главные острова Адриатического моря, жил в рыбацких поселках и крупных прибрежных городах, таких как Спалато, Задар, Шибеник, изучал внутреннюю часть «иллирийских» территорий, Лику и Боснию. Научный доклад, направленный им в декабре 1745 г. из Книна в северной Далмации, своему патрону в Рим, был опубликован в Венеции в 1750 году под названием «Della storia naturale marina dell’Adriatico. Saggio».
Книга содержит ценную информацию по морской биологии, геологии и гидрографии, оригинальные наблюдения восточного побережья Адриатического моря, описания ископаемых и, прежде всего, подробный и хорошо иллюстрированный материал многих видов, обитающих в море, имеющих переходный характер от растений к морским животным. Работа Донати оказала серьёзное влияние на европейские понятия о биологической сущности воспроизводства морских животных, роста кораллов, стала открытием процесса воспроизводства фукуса, содержит данные о жизненно важных органах размножения морских и наземных растений. Несмотря на определенную критику со стороны французского научного мира, успех этой книги был немедленным и долгосрочным. A. фон Галлер высоко оценил оригинальность и подчеркнул важность работы В. Донати. Часть посвященная кораллам была переведена на английский язык и опубликована под названием: Новые открытия, касающиеся истории кораллов в Philosophical Transactions, XLVII (1751), а через год был напечатан немецкий перевод всей книги В. Донати.
После 1746 г. он безуспешно пытался занять пост преподавателя естественной истории в Риме. Благодаря международной известности, успеху его книги в научных кругах, Донати в октябре 1750 года был назначен сардинским королём Карлом Эммануилом III профессором ботаники и естественной истории университета Турина.
Педагогической деятельности и проблемы со здоровьем не помешали ему продолжать свои научные путешествия и провести лето 1751 г. в горах Савойи и Валле-д’Аоста. Между 1751 и 1759 годами, главное внимание ученого было сосредоточено на минералогии альпийского региона и морских животных Ривьеры.
Король Карл Эммануил III, в руки которого однажды попала алтарная табличка из древнеегипетского храма Изиды, решил создать два музея: восточных древностей и естественной истории. Им было поручено Виталиано Донати возглавлять экспедиции в Египет и Индию. Для поиска древностей и изучения их тайн учёный отправил в Египет. В июле 1759 г. он прибыл в Александрию. Здесь Донати начал заниматься приобретением предметов древнего искусства, редких экземпляров для минералогического, ботанического и зоологического садов.
В 1760 году он совершил плавание по Нилу. Делал раскопки в Карнаке. В результате археологических поисков им были найдены большие статуи богини Сехмет и Рамсеса II (Ра-меси-су Мери-Амона) в храме богини Мут в Карнаке, которые он считал изображением Исиды и Осириса (до сих пор хранятся в Турине). Ценные находки были отправлены им в Италию.
В ходе путешествия посетил мраморные карьеры, проводил петрографию нильской долины и гидрографию реки, сделал карту и проник в Нубию. Вернувшись в Каир на Рождество 1760 года, он сразу же отправился на гору Синай, чтобы посетить коптские монастыри. Там осуществил зарисовку древних надписей, изучал содержание библиотек и коллекций природных курьезов.
Проживая в монастыре святой Екатерины в 1761 году, Виталиано Донати увидел в монастыре древнюю рукопись Библии, написанную красивым почерком, и впервые сообщил о существовании знаменитого Синайского кодекса (Codex Sinaiticus). В своём дневнике, который был издан в 1879, он написал:

В этом монастыре я нашёл несколько пергаментных рукописей… Среди них такие, которые могут быть древнее седьмого века, особенно Библия, написанная на тонком прекрасном пергаменте большими, квадратными и круглыми буквами; также содержался в греческой церкви Апракос, написанный золотыми буквами, должно быть, очень старый.
Оригинальный текст (итал.)In questo monastero ritrovai una quantità grandissima di codici membranacei… ve ne sono alcuni che mi sembravano anteriori al settimo secolo, ed in ispecie una Bibbia in membrane bellissime, assai grandi, sottili, e quadre, scritta in carattere rotondo e belissimo; conservano poi in chiesa un Evangelistario greco in caractere d’oro rotondo, che dovrebbe pur essere assai antico

В 1761 году Донати осуществил путешествие по Палестине и Сирии, в сентябре — в Дамаск, откуда он отправился в Басру, а оттуда в морем в Аравию. В феврале 1762 года нанял турецкий корабль, чтобы пересечь Персидский залив, добраться до побережья Малабар, но во время рейса учёный умер. Был похоронен в Мангалоре.
После смерти Донати удалось спасти и перевезти в Италию только часть его заметок, рисунков, ценных предметов искусства, исторических документов и образцов естественной истории, собранных ученым на Востоке.
На основе собранных Донати материалов, образцов растений, минералов и др., была создана основа будущего Египетского музея . Сохранился журнал путешествия, написанный им, который содержит информацию не только по археологии, физической географии и естественной истории Египта, Палестины и Сирии, но и культурной антропологии, медицине, торговле, характеристике людей, населяющих эти страны.
В честь Виталиано Донати были названы два вида растений  Vitaliana Sesler и  Donatia Forster.
Был избран член-корреспондентом Королевской академии наук в Стокгольме и Лондонского королевского общества.

## Избранные труды
- Della storia naturale marina dell'Adriatico, (1745).
- Viaggio mineralogico nella Alpi occidentali di Vitaliano Donati a cura di Giuse Scalva, ed. Editrice Compositori per l'Istituto Nazionale per la Ricerca sulla Montagna di Roma
- Essai Sur L'Histoire Naturelle de la Mer Adriatique Par Le Docteur Vitaliano Donati, Avec Une Lettre Du Docteur Leonard Sesler, Sur Une Novelle Espece. Con Leonard Sesler. Edición reimpresa de Kessinger Publishing, LLC, 108 pp. ISBN 1104124408, 2009
- Lettere inedite del dottor Vitaliano Donati. Editor E. Sarzani e c. 37 pp. 1883
- Lettere inedite scientifico-letterarie di Lodovico Muratori - Vitaliano Donati - Gio. Maria Lancisi - Daniele Le Clerc: raccolte e corredate di cenni biografici. Volumen 497 de Biblioteca scelta di opere italiane antiche e moderne. Con Antonio Roncetti, Lodovico Antonio Muratori, Giovanni Maria Lancisi, Daniel Le Clerc. Editor Gio. Silvestri, 278 pp. 1845